# Traumpaar
Traumpaar war eine Montagabend-Quizsendung des Schweizer Fernsehens von 1987 bis 1993. Erstmals ausgestrahlt wurde sie am 31. August 1987 und das letzte Mal am 20. Dezember 1993. Sie wurde vorproduziert und im Wechsel mit Tell-Star, ab 1992 mit Risiko, jeden zweiten Montagabend gesendet. Produzent und Leiter der Sendung war Marco Stöcklin. Regie führte Ruedi Oser. Redaktionell begleitet und moderiert wurde sie von Raymond Fein.
Ziel der Sendung war in erster Linie die Unterhaltung. Sie sollte die Zuschauer aber zusätzlich dazu anregen, wieder vermehrt miteinander zu sprechen. Ebenso wurden pro Sendung Fr. 500.– für karitative Zwecke gespendet.

## Sendungskonzept
Drei Paare spielten um die sogenannte «Traumpaarnadel». Häufig waren auch prominente Paare dabei. Die Kulisse stellte einen Dschungel dar und erinnerte so an den Garten Eden. Auf der rechten Studioseite gab es eine Sitzbank mit Videopulten für die drei Frauen und auf der linken Studioseite eine Sitzbank mit Videopulten für die drei Männer. Die Partner sassen sich so vis-à-vis. Der Moderator stand leicht abgesetzt in der Mitte der Paare vor einem Regenbogen.

### Spielrunden
In den Spielrunde wurden zu diversen Themen entweder die Frauen oder die Männer befragt. Die Partner mussten aber zuerst einschätzen, ob das Gegenüber die Frage richtig beantworten konnte. Dazu nahmen sie entweder das Maskottchen «Schnüfeli» hervor, wenn sie glaubten, dass es der Partner richtig beantworten konnte, oder liessen es stattdessen unter dem Pult. Ebenso gab es Assoziationsspiele. Es mussten ähnlich dem Rorschachtest drei spontane Assoziationen zu einem beliebigen Bild genannt werden. Schliesslich wurde ermittelt, ob die Antworten der Partnerin die gleichen waren wie die des Partners oder entsprechend umgekehrt.

### Preisvergabe
Als Preise durften die Paare künstliche Früchte von einem Kulissenbaum pflücken. Die Zweitplatzierten pflückten pro Partner eine Birne. Hinter jeder Birne war eine Gewichtsangabe angegeben, und sie gewannen die Summe in Silber. Ähnlich belohnt wurde das erstplatzierte Paar. Sie pflückten Äpfel, und die Gewichtsangaben ergaben die Preissumme in Gold und die «Traumpaarnadeln» (Anstecknadeln). In dem besonderen Fall, dass beide Partner Äpfel mit derselben Gewichtsangabe pflückten, bekamen sie eine Reise auf eine «Trauminsel» geschenkt.

### Maskottchen «Schnüfeli»
Das Maskottchen «Schnüfeli» war ein rosarotes Stofftier mit einem überlangen Rüssel, eine Mischung aus Elefant (Rüssel), Giraffe (Hörner) und Känguru (Beine). Es wurde während der Sendung für die Fragerunden, als Trostpreis für das drittbeste Paar und als Preis für die eingesandte Zuschauerfrage gebraucht.

### Humoristischer Kontrapunkt
Als humoristischer Kontrapunkt wurden zwischen den Fragerunden Sketche des Ehepaars «Adam und Eva Chifler» (Walter Andreas Müller und Ursula Schaeppi) gezeigt. «Chifle» ist die Dialektbezeichnung für «Streiten».

### Titelmusik
Die Titelmusik bestand im Wesentlichen aus den auf einem Synthesizer gespielten Anfangstakten des von Chu Berry komponierten Jazzstandards Christopher Columbus.

## Rezeption
Die Sendung erreichte eine Zuschauerquote von durchschnittlich einer Million Zuschauer und gehört somit zu den erfolgreichsten Sendungen des Schweizer Fernsehens. Die vierte Sendung erreichte sogar 1,5 Millionen Zuschauer.
Bei der TV-Gala Tell 87 wurde Traumpaar bei der telefonischen Abstimmung zur beliebtesten Deutschschweizer Fernsehsendung gewählt.